# Garnisé

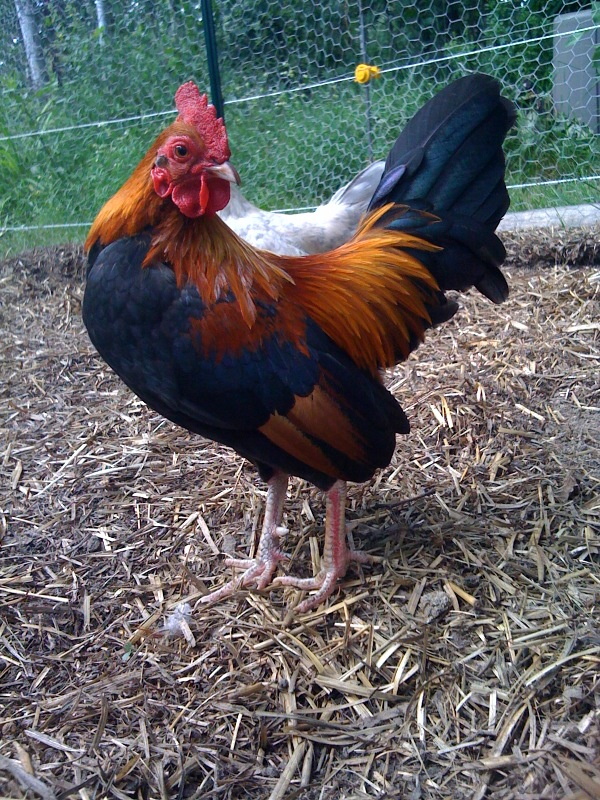
Galo garnizé comum

Garnisé (em inglês:  Bantam), garnizé, galisé, galiré, jamaicano, galinha-da-índia, galinha-da-costa, galinha-do-reino, galinha-anã ou galinha-miniatura, é nome dado às raças de galináceos menores que a galinha doméstica comum. No Brasil, os primeiros exemplares foram trazidos da ilha de Guernsey, uma dependência da Coroa Britânica da qual herdaram o nome.
A aparência exótica de muitas é herança de sua ascendência asiática, assim como a palavra bantam, que é derivada de uma província e porto marítimo na Indonésia.
Sua fase adulta começa entre 3 e 4 meses, sendo 1 galo para 5 galinhas e põe em média 150 ovos por ano.

## Raças de garnizé
Além do garnizé comum, existem as raças ornamentais:
- Sebright
- Nagasaki
- Nankin
- Pekin (minicochin)
- Tuzo
- Belga (barbada)
- Booted
- Frizzle
- Rosecomb
- Hamburg bantam